# Seiichi Negishi
Pour les articles homonymes, voir Negishi.
Seiichi Negishi (根岸 誠一, Negishi Seiichi) est un footballeur japonais né le 20 avril 1969. Il évoluait au poste de défenseur.

## Équipe nationale
- Équipe du Japon de futsal
  - Participation à la Coupe du monde de futsal : 1989[1]